# Marinekurlazarett Bad Kissingen

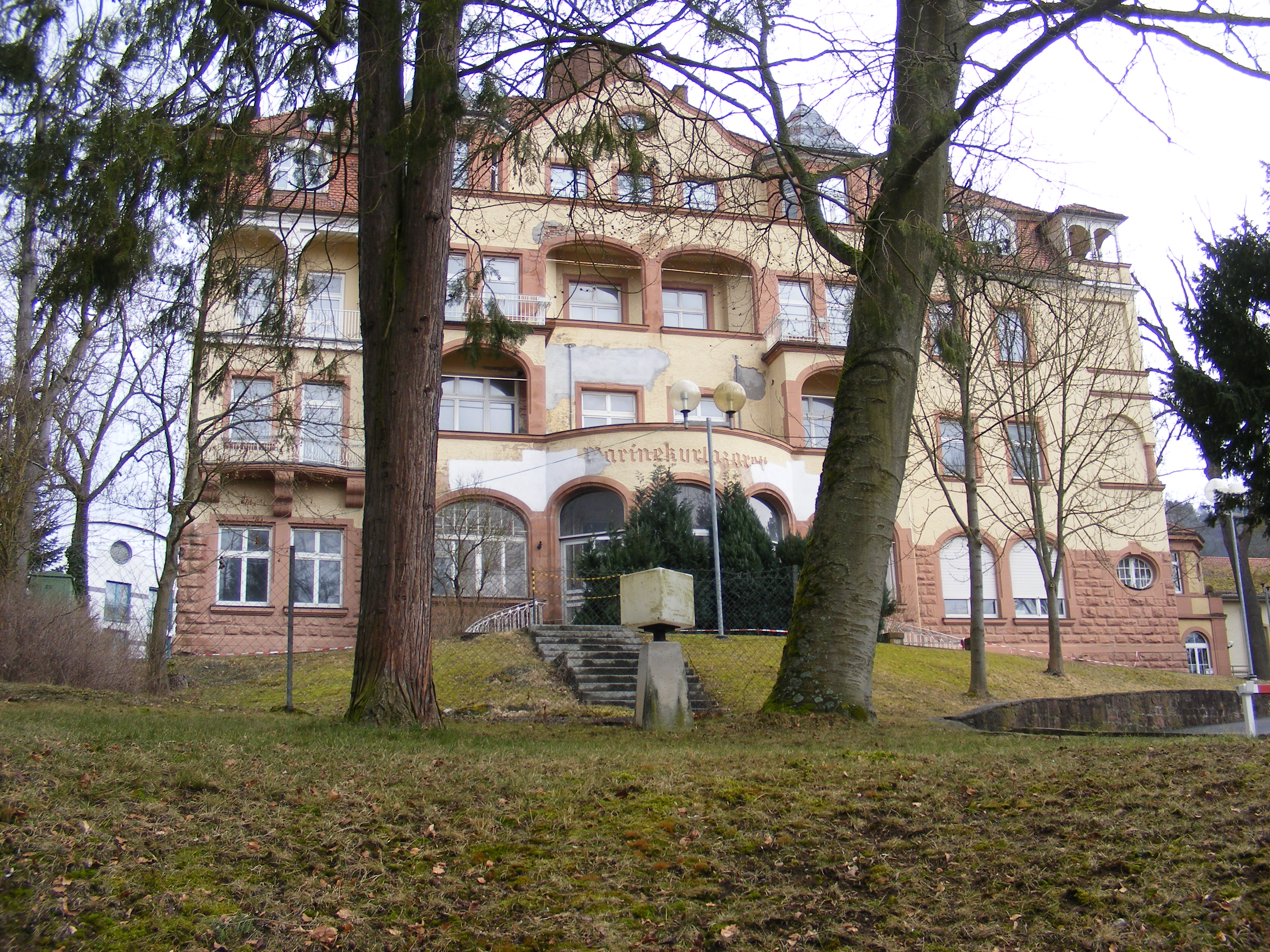
Marinekurlazarett Bad Kissingen (2010) (Vorderansicht)

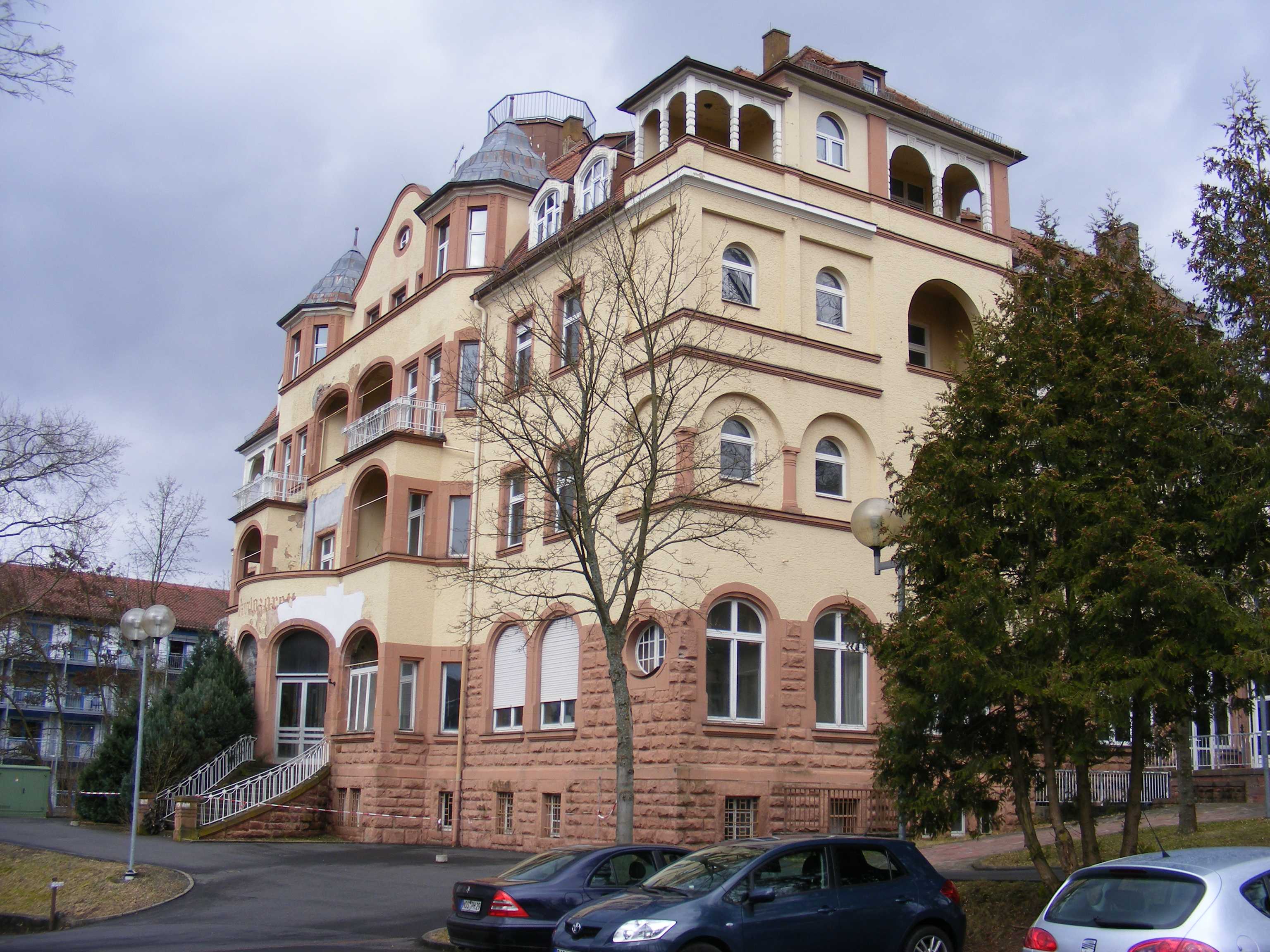
Marinekurlazarett Bad Kissingen (2010) (Seitenansicht, rechts)

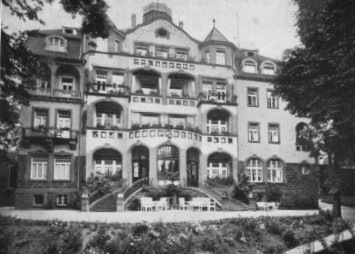
Kurhaus „Der Buchenhof“ (1936)

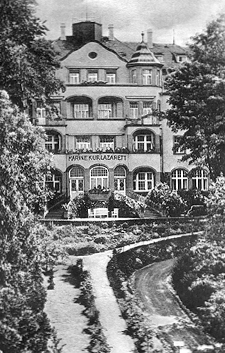
Marinekurlazarett (1941)

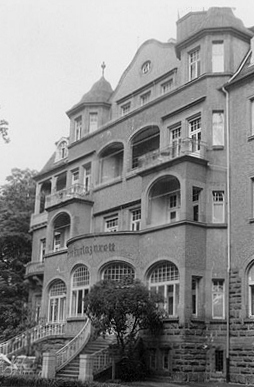
Marinekurlazarett (1953)

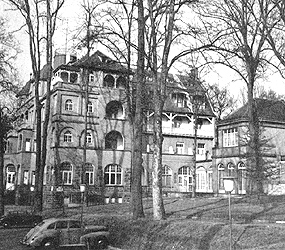
Marinekurlazarett (1954), rechte Seitenansicht mit Anbau

Das heute noch immer als Marinekurlazarett Bad Kissingen bekannte, unter Denkmalschutz stehende Jugendstil-Gebäude in Bad Kissingen ist ein 1905 gebautes Sanatorium. Der dreigeschossige Mansard-Walmdachbau mit bossiertem Erdgeschoss, vorspringender Frontmitte und Seitenrisaliten zeigt „die kraftvolle Massenkomposition und die bewegten Dachumrisse reifer Jugendstilarchitektur“. Das Gebäude in der Kurhausstraße 11 ist unter der Denkmalschutznummer D-6-72-114-35 registriert.

## Geschichte
Das Gebäude wurde im Auftrag von Arthur Pick, Spezialarzt für innere Krankheiten, Nervenleiden und Chirurgie, in der Kurhausstraße 6 (damalige Hausnummer) nach Entwürfen des nicht nur in der Kurstadt bekannten Architekten Carl Krampf errichtet. Die Bauleitung wurde allerdings dem Würzburger Architekten Anton Eckert übertragen.
Seit der Eröffnung im Jahr 1905 behandelte der Mediziner Patienten aus aller Welt in seinem „Sanatorium Dr. Pick Bad Kissingen – für innere, Stoffwechsel-, Nervenkranke und Erholungsbedürftige, Mast- und Entfettungskuren“ bei Herz-Kreislauf- und Magen-Darm-Erkrankungen, Nervenleiden sowie Stoffwechsel- und Ernährungsstörungen.
Das an einem leichten Hang stehende Sanatorium war im Inneren wie folgt aufgeteilt: Im Untergeschoss gab es mehrere Badezimmer und Toiletten, ein Wartezimmer, ein Sprechzimmer, einen „Auskleideraum“ sowie das Untersuchungszimmer („Laboratorium“) für neu angereiste Patienten. In einem gläsernen Gartenanbau befand sich der Speisesaal. In den drei Obergeschossen waren die Patientenunterkünfte untergebracht, mit mehreren Bädern auf dem Flur. Fast alle Zimmer hatten einen großen Balkon oder eine Loggia, so dass Tuberkulose-Kranke in ihren Betten zur damals beliebten „Licht-Luft-Kur“ leicht an Luft geschoben werden konnten.
Während des Ersten Weltkrieges diente das Sanatorium wie andere Kurheime in Bad Kissingen auch als Reserve-Lazarett. Im Jahr 1916 bewarb Pick sein Sanatorium in einer Anzeige in der Berliner Klinischen Wochenschrift als „Modernes Haus. Beste, ruhige Lage in eigenem schattigen Park unmittelbar gegenüber den Brunnen, Badehäusern und Kurpark“.
Nach der Weltwirtschaftskrise (1928–1930) blieben die Gäste aus, so dass Pick unmittelbar und unerwartet in finanzielle Schwierigkeiten geriet. Er versuchte zwar, mit Schweinezucht auf dem Gelände – die Schweine wurden mit Küchenabfällen aus dem Sanatorium gefüttert – den finanziellen Verlust kurzfristig auszugleichen. Eine Geruchsbelästigung durch die Schweine sei nicht gegeben, argumentierte der Mediziner im Mai 1930 sogar gegenüber dem Ordnungsamt. Doch das Amt untersagte diesen für das Kurgebiet ungewöhnlichen Nebenerwerb. Daraufhin war die Insolvenz des Sanatoriums nicht mehr aufzuhalten.
Nach Übernahme durch die Bank im Jahr 1932 bekam das Sanatorium mehrere Eigentümer in Folge. Der Name war zu jener Zeit Kurhaus Der Buchenhof. Ein Kartenbrief aus 1935 zeigt das Haus in der damaligen Adolf-Hitler-Straße 11 mit Ansichten und Plänen.
Während des Zweiten Weltkrieges wurde das Gebäude 1940 an die Marineverwaltung in Berlin verkauft, die darin vom 15. Mai 1941 bis Kriegsende 1945 ein Erholungsheim für Angehörige der Kriegsmarine betrieb. Chefärzte waren von Mai 1941 bis Oktober 1944 Geschwaderarzt Max Schlosser und zuletzt von Oktober 1944 bis Mai 1945 Geschwaderarzt der Reserve Paul Roediger. Noch heute (2012) ist der damals gewählte Name Marinekurlazarett über dem Haupteingang zu lesen.
Nach Kriegsende nutzten die in der Region stationierten Truppen der US-Army das Gebäude ab 1946 als Unterkünfte und Hotel für die Soldaten und Offiziere der in Bad Kissingen stationierten Daley Military Community, geschossweise nach Dienstgradgruppen unterteilt. Doch seit dem endgültigen Abzug der US-Streitkräfte Ende der 1990er Jahre ist das historische Gebäude zurzeit nach fast 100-jährigem Betrieb ungenutzt.

## Aktuelle Situation
Schon bald nach Aufgabe des Marinekurlazaretts durch die US-Army kaufte die DRV Baden-Württemberg, der die umliegenden Grundstücke mit Klinikgebäuden gehören, im Dezember 1998 das Gebäude in der Absicht, es nach umfangreicher Sanierung als Bettenhaus in ihren Immobilienbestand einzugliedern. Doch 2004 entschied die Stuttgarter Zentrale, künftig an allen Standorten auf weitere Bettenhäuser zu verzichten. So wurden auch die Pläne in Bad Kissingen aufgegeben.
Deshalb ist das Gebäude bis heute (2012) ungenutzt. Ein Verkauf an Dritte ist nach Ansicht der DRV unmöglich, da das Gebäude im Zentrum ihrer Anlage steht, ein Fremdbetrieb als Hotelbetrieb oder gar als konkurrierende Klinik unerwünscht ist. Mit einem offiziellen Antrag auf Abriss im Jahr 2008 wollte sich die DRV Baden-Württemberg als Eigentümer aus dieser misslichen Situation befreien. Doch wurde ihr Antrag erwartungsgemäß aus Gründen des Denkmalschutzes von der Denkmalschutzbehörde und der Stadt Bad Kissingen abgelehnt. Seitdem verfällt das Gebäude sichtbar.
Noch werden benachbarte DRV-Betriebsgebäude über eine Heizzentrale im sonst ungenutzten Marinekurlazarett versorgt. 2009 ließ die DRV deshalb ein Konzept erarbeiten, um von dieser Heizzentrale unabhängig zu werden und das Marinekurlazarett vollständig zu isolieren. Im Herbst 2011 wurden statische Untersuchungen durchgeführt.